# Liste der Bodendenkmäler in Nottuln
Die Liste der Bodendenkmäler in Nottuln enthält die denkmalgeschützten unterirdischen baulichen Anlagen, Reste oberirdischer baulicher Anlagen, Zeugnisse tierischen und pflanzlichen Lebens und paläontologischen Reste auf dem Gebiet der Gemeinde Nottuln im Kreis Coesfeld in Nordrhein-Westfalen (Stand: September 2020). Diese Bodendenkmäler sind in Teil B der Denkmalliste der Gemeinde Nottuln eingetragen; Grundlage für die Aufnahme ist das Denkmalschutzgesetz Nordrhein-Westfalen (DSchG NRW).
| Bild | Bezeichnung                                    | Lage          | Beschreibung | Bauzeit         | Eingetragen seit | Denkmal- nummer |
| ---- | ---------------------------------------------- | ------------- | --- | --------------- | ---------------- | --------------- |
|      | Grafenburg Nottuln                             | Nottuln       | |                 | 05.01.1993       | 1               |
|      | Adelssitz „Klein-Schonebeck“                   | Appelhülsen   | |                 | 27.05.1993       | 2               |
|      | Burganlage „Groß-Schonebeck“                   | Appelhülsen   | |                 | 27.05.1993       | 3               |
|      | Landwehr – Teilstück Heller –                  | Nottuln       | |                 | 29.09.1993       | 4               |
|      | Jüdischer Friedhof Darup                       | Darup         | Ehemalige jüdische Begräbnisstätte; erste Bestattungen von 1803–1808; letzte Belegung: 1894; obertägig keine Reste mehr vorhanden, Bestattungen aber untertägig erhalten. |                 | 26.04.1994       | 5               |
| BW   | Ehemalige Ziegelei am Hagenfeldbach in Nottuln | Nottuln Karte | | 18. Jahrhundert | 21.12.2015       | 6               |